# Манко (Козенца)
Манко је насеље у Италији у округу Козенца, региону Калабрија.
Према процени из 2011. у насељу је живело 173 становника. Насеље се налази на надморској висини од 411 м.